# 阿貝低地
阿貝低地是俄羅斯的低地，由薩哈共和國負責管轄，從切爾斯基山脈延伸至阿拉澤伊高原，全長250公里，面積1,500平方公里，平均海拔高度30至94米。